# Marathon van Hamburg 2005
De marathon van Hamburg 2005 werd gelopen op zondag 24 april 2005. Het was de twintigste editie van deze marathon. 
Bij de mannen zegevierde de Spanjaard Julio Rey voor de derde maal. Eerder kwam hij in 2001 en 2003 in Hamburg als winnaar over de streep. Zijn winnende tijd was ditmaal 2:07.38. De Keniaanse Edith Masai was bij de vrouwen het sterkst. Zij passeerde de finish in 2:27.06. Dit was haar marathondebuut.
In totaal finishten 17.502 marathonlopers, waarvan 3286 vrouwen.

## Uitslagen

### Mannen
| rang   | naam                     | land | tijd    |
| ------ | ------------------------ | ---- | ------- |
| Goud   | Julio Rey                | ESP  | 2:07.38 |
| Zilver | Wilfred Kigen            | KEN  | 2:09.18 |
| Brons  | Demissie Ashebir         | ETH  | 2:10.40 |
| 4      | Jacob Losian             | KEN  | 2:11.49 |
| 5      | Dmytro Baranovsky        | UKR  | 2:11.57 |
| 6      | Artur Osman              | POL  | 2:12.47 |
| 7      | Clodualdo Gomez da Silva | BRA  | 2:13.12 |
| 8      | Habte Jifar              | ETH  | 2:13.22 |
| 9      | Wilson Kibet             | KEN  | 2:14.46 |
| 10     | Francis Kirwa            | KEN  | 2:16.08 |
| 11     | Benjamin Rotich          | KEN  | 2:16.31 |
| 12     | Lucian Hombo             | TAN  | 2:16.55 |
| 13     | Lezsek Biegala           | POL  | 2:17.08 |
| 14     | Shadrack Kiplagat        | KEN  | 2:17.57 |
| 15     | Carlos Valente           | POR  | 2:18.20 |
| 16     | Vesa Erojärvi            | FIN  | 2:18.58 |
| 17     | Martin Beckmann          | GER  | 2:19.16 |
| 18     | Mike Mariathasan         | GER  | 2:23.52 |
| 19     | Juha Hellsten            | FIN  | 2:24.32 |
| 20     | Wille Keikhänen          | FIN  | 2:27.46 |

### Vrouwen
| rang   | naam                | land | tijd    |
| ------ | ------------------- | ---- | ------- |
| Goud   | Edith Masai         | KEN  | 2:27.06 |
| Zilver | Malgorzata Sobanska | POL  | 2:28.46 |
| Brons  | Claudia Dreher      | GER  | 2:29.49 |
| 4      | Alina Ivanova       | RUS  | 2:31.22 |
| 5      | Kutre Dulecha       | ETH  | 2:32.29 |
| 6      | Kirsten Melkevik    | NOR  | 2:33.09 |
| 7      | Caroline Cheptanui  | KEN  | 2:34.08 |
| 8      | Melanie Kraus       | GER  | 2:34.30 |
| 9      | Liza Hunter-Galvan  | NZL  | 2:34.40 |
| 10     | Annemette Aagard    | DEN  | 2:40.24 |
| 11     | Stéphanie Maier     | GER  | 2:40.36 |
| 12     | Anne Jelagat        | KEN  | 2:40.44 |
| 13     | Elizabeth Mongudhi  | NAM  | 2:41.52 |
| 14     | Muliye Lemma        | ETH  | 2:42.58 |
| 15     | Jeannette Vrga      | GER  | 2:43.54 |
| 16     | Lene Kathrine Duus  | DEN  | 2:44.57 |
| 17     | Maria Söderström    | FIN  | 2:49.30 |
| 18     | Lotte Rekling       | DEN  | 2:52.11 |
| 19     | Britta Müller       | GER  | 2:55.28 |
| 20     | Brigitte Joergensen | DEN  | 2:56.52 |

1986 · 1987 · 1988 · 1989 · 1990 · 1991 · 1992 · 1993 · 1994 · 1995 · 1996 · 1997 · 1998 · 1999 · 2000 · 2001 · 2002 · 2003 · 2004 · 2005 · 2006 · 2007 · 2008 · 2009 · 2010 · 2011 · 2012 · 2013 · 2014 · 2015 · 2016 · 2017